# Брезан, Юрий
Юрий Брезан (в.-луж. Jurij Brězan, 9 июня 1916[…], Реккельвиц, Каменц — 12 марта 2006[…], Каменц, Саксония) — лужицко-немецкий писатель, поэт, переводчик, драматург, журналист.

## Биография
Юрий Брезан родился в 1916 году. Учился в школе в Баутцене — городе, считающемся центром верхнелужицкой культуры. После прихода к власти фашистов он тайно работал в лужицкой организации «Домовина» и был активным участников движения сопротивления среди лужичан. В 1937—1938 годах эмигрировал в Прагу. После возвращения был арестован и в 1938—1939 годах находился в заключении. С 1942 по 1944 годы был солдатом вермахта и попал в плен к американским войскам. В 1945—1948 годах работал представителем молодёжи в «Домовине». С 1949 года выбрал писательство как основную деятельность.

## Творчество
Выдающимся лужицким писателем XX века Юрий Брезан стал благодаря своим романам, которые были переведены почти на 30 языков. Трилогия о Феликсе Хануше (1958—1964) — социальный роман о лужицком сельском мальчике — рассматривался в ГДР как пример социалистического реализма. В популярном небольшом романе «Старый отец» (1982), где автор не испугался использования тривиальных творческих приемов, говорилось о достоинстве людской смерти, которую выбирает себе человек. В произведениях Брезана много элементов из лужицкого фольклора. Так, на основе образа волшебника Крабата Брезан создал обширный философский эпос «Крабат» (первая часть вышла в 1976 году), в котором на фоне лужицких народных легенд разместил повествование о современном прогрессе. С помощью мистического образа Крабата он пытался выявить внутренние опасения учёных-естествоиспытателей, не знающих этическо-моральных границ.
За время своей литературной карьеры Юрий Брезан получил множество премий в ГДР. В 1969—1989 годах Юрий Брезан был заместителем председателя Союза писателей ГДР.
После падения коммунистического режима в ГДР Брезан изменил своё мировоззрение, которое заключалось в высказанном полвека назад мнении о том, что с победой над «хищным» капитализмом жизнь изменится к лучшему. В последние годы жизни писатель рассматривал «сохранение мира» как условие существования «страны счастья», что может быть результатом пакта разума, силы и денег (вторая часть «Крабата», 1994). Будучи вдовцом, он возвратился в тихий дом в Горный Ганек, где каждый год писал по книге, как на немецком, так и на верхнелужицком языке.

### Сочинения
Трилогия о Феликсе Ганаше
- Der Gymnasiast (1959),
- Semester der verlorenen Zeit (1959)
- Mannesjahre (1964).

Романы
- 52 Wochen sind ein Jahr (1953)
- Krabat oder Die Verwandlung der Welt (1976)
- Bild des Vaters (1983)
- Krabat oder Die Bewahrung der Welt (1993)
- Die Leute von Salow (1997)
- Die grüne Eidechse (2001)

Рассказы
- Christa (1957)
- Borbas und die Rute Gottes (1959)
- Die Reise nach Krakau (1966)
- Die Schwarze Mühle (Story, 1968)
- Der Brautschmuck (1979)
- Wie das Lachen auf die Welt kam (1986)
- Einsichten und Ansichten (1986)
- Geschichten vom Wasser (1988)
- Bruder Baum und Schwester Lärche (1991)
- Das wunderschöne blaue Pferd (1991)
- Hunds Tagebuch (2001)

Детские рассказы
- Der Elefant und die Pilze (1964)
- Die Abenteuer des Kater Mikosch (1967)
- Dalmat hat Ferien (1985)
- Rifko — aus dem Tagebuch eines Dackels (1994)

Автобиографические очерки
- Mein Stück Zeit (1989)
- Ohne Pass und Zoll (1999)

## Экранизации
- de:Die schwarze Mühle (Film) — ГДРовский фильм по повести Юрия Брезана про Крабата

## Награды
- Орден Карла Маркса (1974)
- Премия имени Якуба Чишинского (1962)
- Государственная Национальная премия ГДР (1963) за книгу "История одной любви"